# Городиловский сельсовет
Городиловский сельсовет (бел. Гарадзі́лаўскі сельсавет) — административная единица на территории Молодечненского района Минской области Беларуси. Административный центр — агрогородок Березинское (до 2008 года — деревня Городилово).

## История
Образован 12 октября 1940 года в составе Молодечненского района Вилейской области БССР. Центр-деревня Городилово. С 20 сентября 1944 года в составе Молодечненской области. 16 июля 1954 года к сельсовету присоединена территория упразднённого Литвенского сельсовета. 11 сентября 1959 года к сельсовету присоединена территория упраздненного Пекарского сельсовета. С 20 января 1960 года в составе Минской области. 
В 2004 году упразднены деревня Сеньковщина и хутор Кучуки. 18 марта 2008 года центр сельсовета перенесен в агрогородок Березинское.

## Состав
Городиловский сельсовет включает 27 населённых пунктов:
- Аполеи — деревня.
- Барбарово — деревня.
- Белые — деревня.
- Березинское — агрогородок.
- Березки — деревня.
- Боровщина — деревня.
- Видавщина — деревня.
- Городилово — деревня.
- Демеши — деревня.
- Журевичи — деревня.
- Замостье — деревня.
- Кизилово — деревня.
- Короли — деревня.
- Лужок — деревня.
- Михалово — деревня.
- Обуховщина — деревня.
- Пекари — деревня.
- Подлесная — деревня.
- Пожарница — деревня.
- Поречье — деревня.
- Рожевичи — деревня.
- Скориновичи — деревня.
- Совлово — деревня.
- Сокольники — деревня.
- Солтаны — деревня.
- Укропово — деревня.
- Шипуличи — деревня.

Упразднённые населённые пункты:
- Кучуки — хутор.
- Сеньковщина — деревня.